# الصندوق الوطني لمنظمات الاحتياط الاجتماعي (المغرب)
أُحدث الصندوق الوطني لمنظمات الاحتياط الاجتماعي سنة 1950، وهو بمثابة اتحاد لثمان تعاضديات في القطاع العام تخضع لمقتضيات الظهير الشريف لنونبر 1963 بمثابة قانون للتعاضد بالمغرب. يشرف الصندوق الوطني لمنظمات الاحتياط الاجتماعي على تدبير نظام التأمين الإجباري عن المرض بالنسبة للقطاع العمومي بالمغرب، الذي أحدث بموجب القانون رقم 00-65 والقائم على توفير التغطية الصحية الأساسية لمأجوري ومتقاعدي القطاع العمومي، وذلك بتنسيق وتكامل متواصل مع الجمعيات التعاضدية.
تنضوي تحت لواء الصندوق ثمان جمعيات تعاضدية:
- تعاضدية الشرطة 1919
- تعاضدية الجمارك والضرائب غير المباشرة[1] 1928
- الهيآت التعاضدية لموظفي الإدارات والمصالح العمومية بالمغرب[2] 1929
- التعاضدية العامة للبريد والمواصلات 1946
- التعاضدية العامة لموظفي الإدارات العمومية[3] 1946
- التعاضدية العامة للتربية الوطنية[4] 1963
- تعاضدية القوات المساعدة 1976
- تعاضدية مكتب استغلال الموانئ 1996

وقد تم إبرام اتفاقية التسيير المفوض مع التعاضديات الثمان المكونة للصندوق لتدبير العلاجات العادية بالإضافة إلى تعاضدية الاحتياط الاجتماعي للسككيين منذ سنة 2016 بموجب القانون 13-120.
في سنة 2024، صدر قرار من طرف الحكومة المغربية لدمج الصندوق الوطني لمنظمات الاحتياط الاجتماعي CNOPS مع الصندوق الوطني للضمان الاجتماعي CNSS.

## محطات بارزة
- 1919 : إحداث الجمعية الأخوية للتعاون المشترك وميتم موظفي الأمن الوطني
- 1928 : إحداث تعاضدية الجمارك و الضرائب غير المباشرة
- 1929: إحداث الهيئات التعاضدية لموظفي الإدارات والمصالح العمومية بالمغرب
- 1946 : إحداث التعاضدية العامة للبريد و المواصلات / إحداث التعاضدية العامة لموظفي الإدارات العمومية
- 1950 : إحداث الصندوق الوطني لمنظمات الاحتياط الاجتماعي كفدرالية للتعاضديات بالقطاع العام
- 1963 : إصدار ظهير رقم 1.57.187 في 12 نونبر 1963 بمثابة قانون التعاضد.
- 1963 : إحداث التعاضدية العامة للتربية الوطنية.
- 1967 : أول اجتماع للمجلس الأعلى للتعاضد
- 1976 : إحداث تعاضدية القوات المساعدة
- 1997 : بروتوكول اتفاق بين الدولة و الصندوق الوطني لمنظمات الاحتياط الاجتماعي.
- 16 ماي 2002 ׃ ثاني بروتوكول اتفاق بين الدولة و الصندوق الوطني لمنظمات الاحتياط الاجتماعي
- 3 أكتوبر 2002 ׃ إصدار قانون 00-65 المحدد لمبادئ التأمين الإجباري عن المرض ونظام المساعدة الطبية بظهير 296-02-1[7]
- 5 يناير 2005 ׃ ترأس صاحب الجلالة مراسيم توقيع الميثاق لتنفيذ التغطية الصحية الأساسية بين الحكومة و الأطراف المعنية بما فيها النقابات.
- 18 غشت 2005׃ دخول التأمين الإجباري عن المرض حيز التنفيذ في القطاع العام المدبر من طرف الصندوق الوطني لمنظمات الاحتياط الاجتماعي.
- 2006-2008: إبرام العديد من الاتفاقيات الوطنية مع منتجي العلاجات تحدد العلاقات مع الهيئات المدبرة و التعريفات المستخدمة كأساس لتدخلات منتجي العلاجات و أداء الهيئات المدبرة (البيولوجيون و أطباء الأسنان و المؤسسات الصحية و الاستشفائية التابعة لوزارة الصحة و أطباء القلب.
- 21 يوليوز 2006׃ أول مجلس إداري للصندوق في عهد التأمين الإجباري عن المرض الذي تم افتتاح أشغاله من طرف الوزير الأول.
- 28 نونبر 2006 ׃ إبرام اتفاقية التسيير المفوض إلى التعاضديات الثمان المكونة للصندوق لتدبير العلاجات العادية.
- فاتح يناير 2010 ׃موائمة تعويض الصندوق عن أتعاب الأطباء العامين والمتخصصين مع التعريفة الوطنية المرجعية
- فاتح مايو 2011: الصندوق يتبنى نظام الثالث المؤدي للأدوية الجنيسة في صيدليته.
- ماي 2012: تبني التعويض عن مصاريف اقتناء الدواء على أساس الأدوية الجنيسة
- يوليوز 2014: موائمة تعويض الصندوق عن مصاريف ترميم الأسنان مع التعريفة الوطنية المرجعية
- غشت 2015: اصدار قانون 12-116 المتعلق بنظام التأمين الإجباري الأساسي عن المرض الخاص بالطلبة
- نونبر 2015: موائمة تعويض الصندوق عن مصاريف علاج الأسنان بشكل كلي مع التعريفة الوطنية المرجعية
- يناير 2016: إدماج مستخدمي المكتب الوطني للسكك الحديدية ضمن الفئات المستفيدة من خدمات نظام التأمين الإجباري عن المرض المدبر من طرف الصندوق وتوقيع اتفاقية تفويض التدبير مع تعاضدية الاحتياط الاجتماعي للسككيين برسم القانون 13-120
- 13 يناير 2016 : انطلاقة نظام التأمين الإجباري الأساسي عن المرض الخاص بالطلبة
- يونيو 2016: الإغلاق التدريجي لصيدلية الصندوق بعد التوقيع على اتفاقية وطنية بين الأجهزة المدبرة والصندوق من أجل تحمل لائحة مكونة من 86 دواء مكلفا -118 دواء ابتداء من تاريخ 8 مارس 2018-
- 2018: مشروع مرسوم قانون رقم 2.18.781 حول إنشاء الصندوق المغربي للتأمين الصحي (CMAM).

## هوية المؤسسة
يعتبر الصندوق الوطني لمنظمات الاحتياط الاجتماعي اتحادا للتعاضديات يتمتع بالشخصية القانونية والاستقلال المالي، لا يهدف إلى تحقيق الربح المادي، ويخضع لرقابة وزارة الاقتصاد والمالية.

## الأنظمة المدبرة
يدبر الصندوق:
- التأمين الإجباري عن المرض بالقطاع العام برسم القانون 00-65
- التأمين الإجباري الأساسي عن المرض الخاص بالطلبة (القانون 12-116)
- التأمين الاجباري عن المرض لفائدة السككيين بموجب القانون 13-120
- التأمين الاجباري عن المرض لفائدة ضحايا ماضي انتهاكات حقوق الإنسان الجسيمة بالمغرب خلال الفترة 1956-1999

ويدبر الصندوق بشكل مباشر الثالث المؤدي في إطار كافة أنظمة التأمين الإجباري عن المرض التي عُهد إليه بتدبيرها ويفوض تدبير ملفات العلاجات العادية لتسع تعاضديات. كما يفوض تدبير ملفات ضحايا ماضي انتهاكات حقوق الإنسان الجسيمة لتعاضدية اومفام ويفوض استقبال ملفات تسجيل الطلبة إلى شريكيه: المكتب الوطني للأعمال الجامعية الاجتماعية والثقافية ومكتب التكوين المهني وإنعاش الشغل.

## المهام
وفقا للمادة 82 من القانون 65.00 بمثابة مدونة التغطية الصحية الأساسية، يتكلف الصندوق في إطار التأمين الإجباري عن المرض بما يلي ׃
- الاطلاع بتنسيق مع الجمعيات التعاضدية المكونة له، على طلبات انخراط المشغلين وتسجيل الأشخاص التابعين لهم وفقا للشروط المنصوص عليها في الفصل 3 من الكتاب 2 من هذا القانون
- تأمين وتحصيل اشتراكات المأجورين واشتراكات المشغلين.
- تعويض أو تحمل مباشر للخدمات المضمونة في هذا القانون.
- عقد الاتفاقيات الوطنية مع منتجي العلاجات بالشروط المحددة في هذا القانون.
- وضع الحسابات المتعلقة بتسيير التأمين الإجباري الأساسي عن المرض.
- تأمين المراقبة الطبية المنصوص عليها في المواد 26 إلى 31 من هذا القانون، بتنسيق مع الجمعيات التعاضدية المعنية.

## الحكامة

### المجلس الإداري -القطاع العام
حسب المادة 84 من القانون 00-65. "يدير الصندوق الوطني لمنظمات الاحتياط الاجتماعي مجلس إدارة يتألف نصف أعضائه من ممثلين عن الدولة من بينهم ممثل الوكالة الوطنية للتأمين الصحي والنصف الآخر من ممثلي الجمعيات التعاضدية المتألف منها الصندوق وممثلي المركزيات النقابية الأكثر تمثيلية". ويُنتخب رئيس مجلس الإدارة من قبل ممثلي الجمعيات التعاضدية السالفة الذكر ومن بينهم.
يتمتع مجلس الإدارة بجميع السلط والاختصاصات اللازمة لإدارة الصندوق. ولهذه الغاية، يعهد إليه بصفة خاصة بالمهام التالية:
- إعداد برنامج العمل السنوي أو المتعدد السنوات،
- حصر ميزانية الصندوق وعرضها على الإدارة للمصادقة عليها،
- حصر الحسابات والقوائم التركيبية للسنة المحاسبية المختتمة،
- المصادقة على نظام المشتريات،
- إعداد النظام الأساسي لمستخدمي الصندوق وعرضه للمصادقة عليه طبقا للنصوص التنظيمية المعمول بها،
- تحديد التنظيم الإداري للصندوق وعرضه على الإدارة للمصادقة عليه،
- المصادقة على التقرير المالي والتقرير المتعلق بنشاط الصندوق برسم السنة المنصرمة،
- إبداء رأيه في مشاريع الاتفاقيات الوطنية المراد إبرامها مع مقدمي الخدمات الطبية.

### المجلس الإداري -الطلبة
حسب المادة 22 من القانون 12-116 والمادة 12من المرسوم رقم 2.15.657 يتشكل مجلس إدارة الصندوق في إطار تدبير التأمين الإجباري الأساسي عن المرض الخاص بالطلبة، عدا الرئيس، من 10 أعضاء رسميين هم:
- ممثلان عن السلطة الحكومية المكلفة بالمالية،
- ممثلان عن السلطة الحكومية المكلفة بالصحة،
- ممثل عن السلطة الحكومية المكلفة بالشؤون الاجتماعية،
- ممثل عن السلطة الحكومية المكلفة بالتعليم العالي،
- ممثل عن السلطة الحكومية المكلفة بالتكوين المهني.
- مدير الوكالة الوطنية للتأمين الصحي،
- مدير المكتب الوطني للأعمال الجامعية الاجتماعية والثقافية،
- مدير مكتب التكوين المهني وإنعاش الشغل

وطبقا للمادة 22 من القانون 12-116 فإن المجلس الإداري للتأمين الإجباري الأساسي الخاص بالطلبة يتدارس مواضيع تتعلق بتدبير النظام ويجتمع مرتين في السنة على الأقل وكلما استدعت الظروف ذلك، للقيام بالمهام التالية:
- حصر القوائم التركيبية للسنة المحاسبية المختتمة،
- دراسة وحصر ميزانية وبرنامج السنة المحاسبية الموالية.
- حصر القوائم التركيبية للسنة المحاسبية المختتمة،
- دراسة وحصر ميزانية وبرنامج السنة المحاسبية الموالية.

### الإدارة
يسير الصندوق من طرف مدير يتم تعيينه بمرسوم للسيد رئيس الحكومة وفق المادة 88 من القانون 00-65
يتمتع مدير الصندوق الوطني لمنظمات الاحتياط الاجتماعي بكافة السلطات والاختصاصات الضرورية لتسيير الصندوق:
- ينفذ قرارات المجلس الإداري
- يؤمن تسيير جميع أقسام الصندوق وينسق نشاطاتهم تحت قيادة المجلس الإداري
- يمثل الصندوق أمام الهيات المختصة
- يمكن للمجلس الإداري للصندوق منح تفويض للمدير لمعالجة شؤون محددة
- يحضر كمستشار في اجتماعات المجلس الإداري واللجان المنبثقة من المجلس
- يمكنه أن يفوض، تحت مسؤوليته، جزءا من سلطاته واختصاصاته إلى موظفي إدارة الصندوق.

### الهيكلة التنظيمية
يتم تنظيم هيكلة الصندوق إداريا من خلال 3 أقطاب: القيادة -مهن الصندوق-الدعم.
ترتكز الهيكلة التنظيمية للصندوق على 7 مديريات وقسمين تابعين للإدارة.
- مديرية الأنظمة المعلوماتية
- مديرية التدقيق ومراقبة التسيير
- مديرية المراقبة الطبية
- مديرية تصفية الخدمات
- مديرية الدراسات والاكتوارية
- مديرية المالية والمحاسبة
- مديرية الشؤون العامة واللوجيستيك
- قسم التسجيل والاشتراكات
- قسم التواصل والتعاون الدولي

## الاشتراكات

### نسبة اشتراك المؤمنين النشيطين
حدد القانون 00-65 نسبة الاشتراك المستحقة في 5% من مجموع الأجور موزعة مناصفة بين المؤمن (2.5 %) ومشغله (2.5 %) في حدود مبلغ شهري لكل حصة لا يقل عن 70 درهما ولا يزيد عن 400 درهم كحد أقصى، وذلك طبقا للمادة الأولى من المرسوم رقم 735-05-2.

### نسبة اشتراك ذوي المعاشات
تحددت نسبة الاشتراك في 2.5% من مجمل المعاشات الأساسية في حدود مبلغ شهري لا يقل عن 70 درهما ولا يزيد عن 400 درهم.

### نسبة اشتراك الطلبة
تتحمل الدولة المساهمة السنوية لطلبة التعليم العالي والتكوين المهني بالقطاع العام، لذا فهم معفيون من أداء الاشتراكات للصندوق. أما الطلبة المؤهلون للاستفادة من هذا النظام والمقيدون بمؤسسات التعليم العالي أو التكوين المهني بالقطاع الخاص، فيساهمون باشتراك سنوي قيمته 400 درهم.

## الخدمات
تحدد نسب تغطية الخدمات المنصوص عليها في المادة 7 من القانون رقم 00-65 المشار إليه أعلاه، برسم نظام التأمين الإجباري الأساسي عن المرض الذي يدبره الصندوق المغربي للتأمين الصحي، بالنسبة لكل مجموعة من الخدمات على النحو التالي:
- 80% من التعريفة المرجعية الوطنية بالنسبة لأعمال الطب العام والتخصصات الطبية والجراحية والأعمال شبه الطبية وأعمال التقويم الوظيفي والترويض الطبي المقدمة بشكل خارجي دون اعتبار الأدوية ؛
- 90% من التعريفة المرجعية الوطنية بالنسبة للعلاجات المتعلقة بالاستشفاء والعمليات الجراحية بما في ذلك أعمال الجراحة التعويضية ، والدم ومشتقاته ذات العمر القصير وترفع إلى نسبة 100% عندما تكون الخدمات مقدمة من لدن المستشفيات العمومية والمؤسسات العمومية للصحة والمصالح الصحية التابعة للدولة ؛
- 70% من ثمن البيع العمومي بالمغرب بالنسبة للأدوية المقبول إرجاع مصاريفها ؛
- المبالغ الجزافية المحددة في التعريفة المرجعية الوطنية بالنسبة للنظارات الطبية والآلات الطبية وأدوات الانغراس الطبي الضرورية للأعمال الطبية والجراحية؛
- المبالغ الجزافية المحددة في التعريفة المرجعية الوطنية بالنسبة للأجهزة التعويضية والبدائل الطبية المقبول إرجاع مصاريفها
- 80 %من التعريفة المرجعية الوطنية بالنسبة لعلاجات الفم والأسنان؛
- المبلغ الجزافي المحدد في التعريفة المرجعية الوطنية بالنسبة لتقويم الأسنان اللازم طبيا للأطفال

## أرقام أساسية
| تطور المؤشرات                                         | 2006                       | 2019                       |
| ----------------------------------------------------- | -------------------------- | -------------------------- |
| عدد المستفيدين (المؤمنون وذوو حقوقهم)                 | 406 376 2                  | 649 117 3                  |
| عدد المؤمنين (المنخرطين)                              | 315 973                    | 459 313 1                  |
| نسبة المؤمنين المتقاعدين                              | 21%                        | 37%                        |
| المعدل الديموغرافي (عدد النشطاء/عدد المتقاعدين)       | 3.81                       | 1.71                       |
| الاشتراكات بمليون الدرهم                              | 3017                       | 5463                       |
| إجمالي الأداءات بمليون درهم                           | 1326                       | 5139                       |
| إجمالي الأداءات في إطار العلاجات العادية بمليون درهم  | 933 مليون درهم (%47)       | 889 2 مليون درهم (%56)     |
| إجمالي الأداءات في إطار الثالث المؤدي بمليون الدرهم   | 037 1 مليون درهم (%53)     | 250 2 مليون درهم (%44)     |
| نسبة تغطية المصاريف (بدون احتساب التعويضات التكميلية) | 57%                        | 73%                        |
| عدد الملفات المعالجة                                  | 3.3 مليون                  | 5.2 مليون                  |
| نسبة المراضة                                          | 36%                        | 47%                        |
| التكلفة المتوسطة للملف الواحد                         | 480 درهما                  | 990 درهما                  |
| عدد المصابين بأمراض مزمنة ومكلفة                      | 55.173 2.32% من المستفيدين | 189.097 6.1% من المستفيدين |
| نفقات الأمراض المزمنة والمكلفة                        | 796 مليون درهم (%41)       | 2.5 مليار درهم (%50)       |